# United Cup
La United Cup è un torneo internazionale di tennis per squadre nazionali miste maschili e femminili. La prima edizione si è disputata tra dicembre 2022 e gennaio 2023. Il torneo si svolge in due città australiane (Perth e Sydney) per undici giorni, in vista degli Australian Open, e presenta squadre di 18 nazioni.
L'evento sostituisce nel calendario dell'ATP Tour la competizione a squadre maschile ATP Cup, disputata tra il 2020 e il 2022.

## Qualificazioni
Una parte delle nazionali (inizialmente sei poi cinque dalla terza edizione) si qualificano in base alla classifica ATP in singolare del loro miglior giocatore; altrettante in base alla classifica WTA in singolare della loro miglior giocatrice. I restanti posti sono assegnati in base alla classifica combinata dei loro migliori giocatori in ATP e WTA. Al paese ospitante (per le prime edizioni, l'Australia) è comunque garantito un posto se non già qualificato con i suddetti criteri.

## Albo d'oro
| Anno | Campione        | Finalista | Punteggio |
| ---- | --------------- | --------- | --------- |
| 2023 | Stati Uniti (1) | Italia    | 4–0       |
| 2024 | Germania        | Polonia   | 2–1       |
| 2025 | Stati Uniti (2) | Polonia   | 2–0       |